# Dol pri Ljubljani
Dol pri Ljubljani (Duits: Lustthal) is een gemeente in Slovenië. Het ligt ten noorden van de Sloveense hoofdstad Ljubljana, gedeeltelijk aan de oever van de Sava. Het bestaat uit de dorpen Beričevo, Brinje, Dol pri Ljubljani, Dolsko, Kamnica, Kleče pri Dolu, Klopce, Križevska vas, Laze pri Dolskem, Osredke, Petelinje, Podgora pri Dolskem, Senožeti, Videm, Vinje, Vrh pri Dolskem, Zaboršt pri Dolu, Zagorica pri Dolskem, Zajelše.
Dol pri Ljubljani telt 4341 inwoners (2002).

## Bezienswaardig
In Dol werd in 1540 een slot gebouwd door Aleksander Gallenberg uit Sostro. Rond 1800 werd het in classicisme herbouwd. Hier ligt ook een park, aangelegd in dezelfde periode naar het voorbeeld van 18e-eeuwse Franse tuinarchitectuur. In Dol bevindt zich ook de plaatselijke parochiekerk H. Margaretha, die voor het eerst in 1427 werd genoemd; het koor is in gotische stijl bewaard gebleven, het achthoekige schip dateert uit de barok. Het nabijgelegen Zaboršt heeft een kerkje H. Catharina.
Voor de dorpen Zajelše, Dolsko, Kamnica, Petelinje, Vinje en Osredke vormen de grote Helena-kerk en het kasteel van Žerjav het centrale punt. De kerk werd in 1495 voor het eerst vermeld, maar werd eind 18e eeuw afgebroken en vervangen door het huidige deels 18e- en deels 19e-eeuwse gebouw. In Dolsko ligt een votiefkerk H. Agatha, die dateert van rond 1500. Vinje heeft een oude bedevaartkerk van Maria-ten-Hemelopneming, die nog vaak gefrequenteerd wordt door bevaartgangers.
In Zagorica werd de wiskundige Vega geboren. Op de plaats van zijn geboortehuis, dat in 1944 werd verwoest, bevindt zich een aan hem gewijd klein museum.

## Geboren in Dol
- Andrej Fleischmann (Beričevo, 1804 - 1867), botanicus
- Jurij Fleischmann (Beričevo, 1818 - 1874), componist
- Josip Klemenc (Dol, 1898 - 1967), oudheidkundige
- Jurij Vega (Zagorica, 1754 - 1802), wiskundige

Borovnica · Brezovica · Dobrepolje · Dobrova-Polhov Gradec · Dol pri Ljubljani · Domžale · Grosuplje · Horjul · Ig · Ivančna Gorica · Kamnik · Komenda · Litija · Ljubljana · Log-Dragomer · Logatec · Lukovica · Medvode · Mengeš · Moravče · Škofljica · Šmartno pri Litiji · Trzin · Velike Lašče · Vodice · Vrhnika
1. ↑  "Prebivalstvo po starosti in spolu, občine, Slovenija, polletno". Statistični urad Republike Slovenije. Geraadpleegd op 18 april 2021.